# Carmen Gloria Aravena
Carmen Gloria Aravena Acuña (Temuco, 6 de enero de 1967) es una ingeniera agrónoma y política chilena. Desde el 11 de marzo de 2018 se desempeña como senadora de la República en representación de la Circunscripción 11 de la Región de La Araucanía, por el periodo legislativo 2018-2026.

## Biografía

### Familia y estudios
Nació en Temuco, capital de la provincia de Cautín, el 6 de enero de 1967. Es hija de Osvaldo Aravena Salgado y de Miro del Carmen Acuña Leiva. Se casó en Temuco en 1988 con Horacio Contreras Acuña, con quien tuvo tres hijas. El matrimonio se divorció en septiembre de 2017.
Realizó sus estudios primarios y secundarios en el Colegio La Salle de Temuco. Continuó sus estudios superiores en la Facultad de Ciencias Agropecuarias y Forestales de la Universidad de La Frontera, donde estudió, entre los años 1985 y 1991, ingeniería en agronomía, titulándose de ingeniera agrónomica en 1992. Su tesis se tituló, Características físico Químicas de variedades de manzanas, provenientes de dos zonas agro-climáticas distintas para uso agroindustrial. Con posteridad cursó un diplomado en desarrollo local intercultural, en la Universidad Católica de Temuco (1996) y en desarrollo local, agentes de desarrollo, en la Fundación Impulsa, Redesol y Azul Consultores, sede Villarrica (2002).
De la misma manera, entre 2010-2011, cursó un máster en desarrollo humano, local y Territorial en el Instituto de Desarrollo Local y Regional de la Universidad de La Frontera, obteniendo en 2015 el grado académico de magíster, con la tesis titulada: El Fortalecimiento Gremial, incrementa el Capital Social, experiencia de la Cámara de Comercio de Traiguén.

### Vida laboral
En sus años de estudiante universitaria se desempeñó como ayudante académica de las cátedras Forrajeras I y de Fisiología y Manejo Post Cosecha, de su Facultad.
En el ámbito académico se ha desempeñado como docente de la carrera técnico agrícola en el Inacap (1992) y, como docente y encargada de predio demostrativo agrícola de la Corporación Metodista de Nueva Imperial (1993-1995).
Entre 1996 y 1997, estuvo a cargo del proyecto «Contribución al desarrollo de la familia Mapuche a través de la Capacitación y Organización de la mujer», cuyo fin era la creación, orientación y apoyo de grupos de mujeres mapuches en la comuna de Nueva Imperial.
En 2004, participó como docente en el diplomado de gestión municipal para el desarrollo mumano territorial, en la Universidad de La Frontera, misma función desempeñó en 2008, en el diplomado de desarrollo económico y territorial, financiado por la Unión Europea (UE).
Desde 2002 hasta 2005, ocupó el cargo de directora de la Unidad de Desarrollo Económico Local de la Municipalidad de Nueva Imperial. Posteriormente se desempeñó como directora regional, Servicio de Cooperación Técnica (Sercotec) de Temuco, desde 2005 hasta 2014. Asimismo, por un corto período, fungió como funcionaria de la Municipalidad de Lumaco. Finalmente, desde el 7 de abril de 2014, se desempeñó como administradora municipal de la comuna de Traiguén, ejerciendo dicho cargo hasta julio de 2016.

### Otras actividades
Entre 1995 y 2001, se desempeñó como directora de la Fundación Chol-Chol, de Nueva Imperial, cuyo fin era la promoción, educación, preservación de la cultura mapuche, y el desarrollo económico sostenible de artesanas y artesanos mapuches por medio del comercio justo de sus artesanía.
Ha formado parte de obras de voluntariado, particularmente de «Caritas Chile» en la Región de la Araucanía, de la cual fue su presidenta.

## Trayectoria política
Su trayectoria política y pública, está centrada en los temas de desarrollo local y productivo de la Región de La Araucanía, ya sea desde el ejercicio de sus funciones en Servicio de Cooperación Técnica (Sercotec) o desde el ejercicio de su carrera profesional.
Fue militante del partido Evolución Política desde 2016, y al constituirse en la región en abril de ese año, asumió como vicepresidenta del partido en la Región de La Araucanía. En abril de 2019, luego de tres años de militancia, presentó su renuncia al partido.
En agosto de 2017, inscribió su candidatura a la Cámara alta por la 11.ª Circunscripción, Región de La Araucanía, en representación de Evolución Política, para las elecciones parlamentarias del 19 de noviembre del mismo año, transformándose en la primera mujer electa como senadora por La Araucanía, con 4200 votos, equivalentes al 1,24 % de los sufragios. El 11 de marzo de 2018, asumió como senadora. El 21 de marzo de 2018, asumió como presidenta de la Comisión Permanente de Agricultura, cargo que ejerce hasta el 18 de marzo de 2019. Entre el 21 de marzo de 2018 y el 6 de agosto de 2020, integró la Comisión Permanente de Vivienda y Urbanismo. Asimismo, entre el 4 de abril de 2018 y el 23 de marzo de 2020, formó parte de la Comisión Permanente de Intereses Marítimos, Pesca y Acuicultura. Desde el 6 de agosto de 2020, integra las comisiones permanentes de Economía y Obras Públicas. También, desde el 12 de septiembre de 2018 hasta el 30 de julio de 2020, formó parte de la Comisión Especial encargada de conocer iniciativas y tramitar proyectos de ley relacionados con la mujer y la igualdad de género. Asimismo, en su labor parlamentaria se ha mostrado como férrea defensora del movimiento provida y contraria al aborto libre.
En enero de 2023 ficha por el Partido Republicano.
En abril de 2025, con dos años de militancia, renuncia a Republicanos tras presiones del partido para que la senadora rechace la Comisión de paz y entendimiento. Según Aravena su renuncia se basa en la defensa de los intereses de los ciudadanos de La Araucanía, reconociendo que la comisión "ha sido una instancia donde, más allá de diferencias políticas, se ha logrado elaborar una propuesta sólida en diversos ámbitos que influyen profundamente en la región". Dos meses más tarde, la legisladora entregaría su respaldo a la candidata de Chile Vamos, Evelyn Matthei, destacando su posición dentro de la centroderecha. Aravena aseguró que la candidata tiene más experiencia para dirigir el país, además recalcando que no respaldaría al abanderado republicano, José Antonio Kast, pues con él sería difícil generar gobernabilidad, una persona que, en su criterio, "no es capaz de escuchar, que no se abre a la oportunidad de reflexionar, de discutir".

## Reconocimientos
En 2010, recibió el reconocimiento a su trayectoria laboral de parte del Obispado de Temuco y de la Universidad de La Frontera por su compromiso con el desarrollo regional. De la misma manera, en 2012, fue reconocida por el Servicio Nacional de la Mujer (Sernam) por su compromiso con el emprendimiento femenino en la Región de La Araucanía. Mientras que en 2013, fue reconocida por la Confederación Nacional del Comercio (CONACO) por su aporte al fortalecimiento gremial en la Región de La Araucanía.

## Historial electoral

### Elecciones parlamentarias de 2017
- Elecciones parlamentarias de 2017, candidato a senador por la Circunscripción 11, Región de la Araucanía (Angol, Carahue, Cholchol, Collipulli, Cunco, Curacautín, Curarrehue, Ercilla, Freire, Galvarino, Gorbea, Lautaro, Loncoche, Lonquimay, Los Sauces, Lumaco, Melipeuco, Nueva Imperial, Padre Las Casas, Perquenco, Pitrufquén, Pucón, Purén, Renaico, Saavedra, Temuco, Teodoro Schmidt, Toltén, Traiguén, Victoria, Vilcún)[8]

| Candidato                        | Pacto                    | Partido  | Votos  | %     | Resultados |
| -------------------------------- | ------------------------ | -------- | ------ | ----- | ---------- |
| Felipe Kast Sommerhoff           | Chile Vamos              | Evópoli  | 63 594 | 18,8% | Senador    |
| Francisco Huenchumilla Jaramillo | Convergencia Democrática | PDC      | 38 131 | 11,3% | Senador    |
| Fuad Chahín Valenzuela           | Convergencia Democrática | PDC      | 37 903 | 11,2% |            |
| Jaime Quintana Leal              | La Fuerza de la Mayoría  | PPD      | 34 260 | 10,1% | Senador    |
| José García Ruminot              | Chile Vamos              | RN       | 33 468 | 9,9%  | Senador    |
| Germán Becker Alvear             | Chile Vamos              | RN       | 25 592 | 7,6%  |            |
| Rojo Edwards Silva               | Independiente            | IND      | 22 045 | 6,5%  |            |
| Eduardo Díaz Herrera             | Sumemos                  | Amplitud | 13 364 | 4.0%  |            |
| Aucán Huilcamán Paillama         | Frente Amplio            | IND-PH   | 11 789 | 3,5%  |            |
| Gustavo Hasbún Selume            | Chile Vamos              | UDI      | 11 746 | 3,5%  |            |
| Diego Ancalao Gavilán            | Frente Amplio            | IND-PH   | 6119   | 1,8%  |            |
| Alberto Pizarro Chañilao         | La Fuerza de la Mayoría  | PPD      | 5970   | 1,8%  |            |
| Carmen Gloria Aravena Acuña      | Chile Vamos              | Evópoli  | 4198   | 1,2%  | Senadora   |